# Principina a Mare
Principina a Mare is een plaats (frazione) in de Italiaanse gemeente Grosseto.